# 神戸市立神戸生田中学校
神戸市立神戸生田中学校（こうべしりつ こうべいくたちゅうがっこう）は、兵庫県神戸市中央区にある公立中学校。
「生田」（いくた）または「生中」（いくちゅう）と略されることが多い。

## 概要

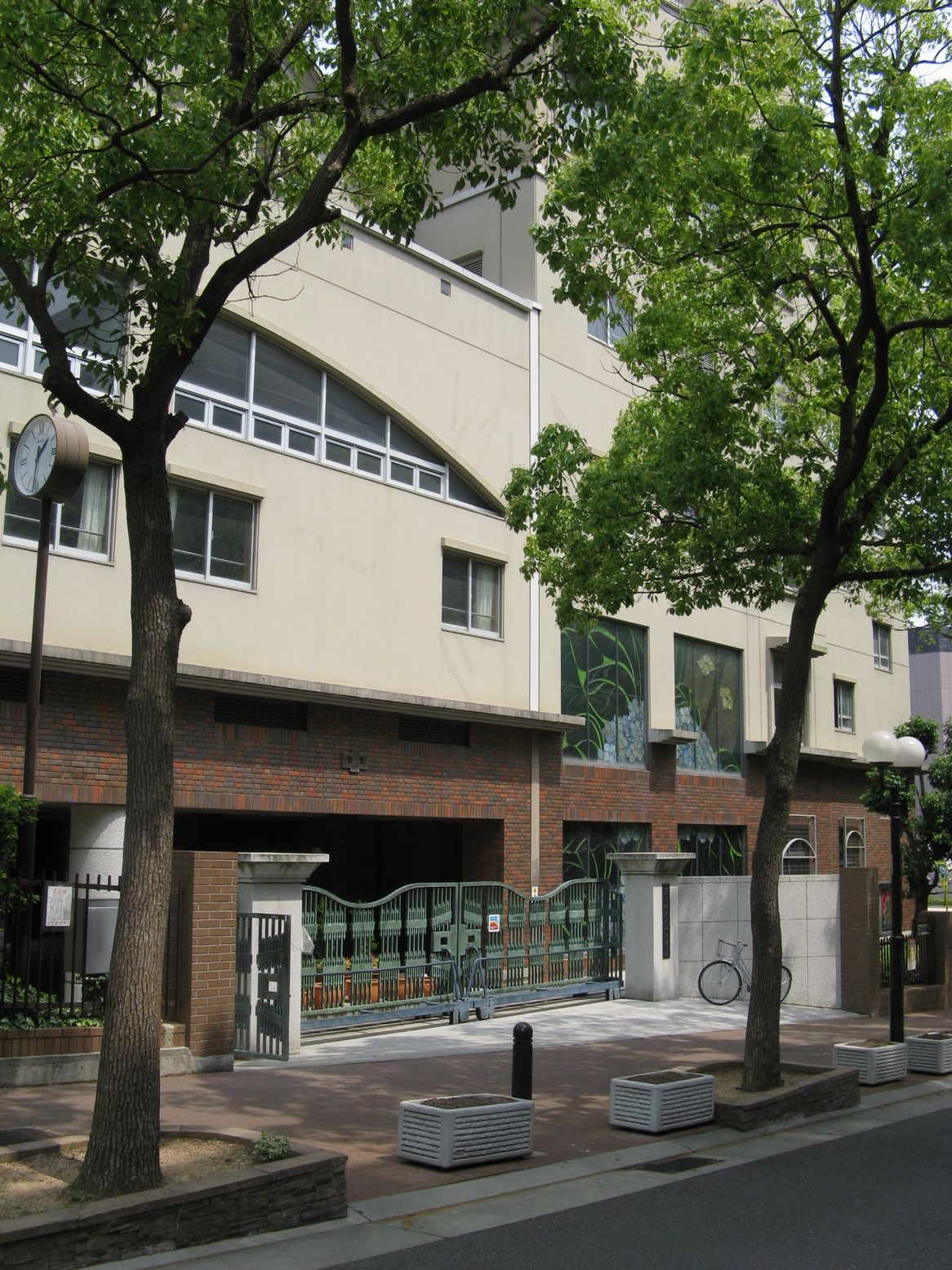
校門

JR元町駅北側という街中に位置し、周囲には兵庫県庁、兵庫県警本部、兵庫県公館、神戸市営地下鉄県庁前駅がある。
学校が港町神戸市の中央部にあるためか生徒の中には外国人生徒も多数在籍しており、公立中学校ながら国際色豊かな校風を作り出している。
また、校舎やグラウンドからは、東海道本線が見える。

## 校訓
優しさ・逞しさ・正義感

## 学校スローガン
- さわやかなあいさつをしよう
- 友だちをたいせつにしよう
- 時間を守ろう

## 沿革
- 1947年（昭和22年） - 神戸市立生田中学校として開校。
- 1948年（昭和23年） - 神戸市立神戸中学校が分離、北長狭校舎（現在の本校校地で、戦前には北長狭小学校があったほか、神戸四中・県三高女発祥の地でもある。また直前には県一高女が借用していた。）にて開校。
- 1990年（平成2年）3月24日 - 統合を前に、神戸中学校及び生田中学校にて閉校式。
- 1990年（平成2年）4月1日 - 中央区北長狭通に（神戸中学校および神戸市立摩耶兵庫高等学校移転跡地を使って）、神戸中学校と生田中学校を統合し創立。但し新校舎完成までは旧生田中学校校舎（現在の神戸市立山の手小学校の地にあった）を使用。
- 1990年（平成2年）4月10日 - 第一回入学式が開かれる。
- 1992年（平成4年）9月1日 - 新校舎（北長狭通）に移転。
- 1994年（平成6年） - 男子バレー部（現在は廃部）が全国大会出場。
- 1995年（平成7年） - 阪神・淡路大震災発生。体育館、2階、3階を避難場所として開設し、一時最大2,300名を収容。
- 1998年（平成10年） - トライやる・ウィーク先行実施。
- 2002年（平成14年）1月14日 - 名倉誠人が来校。マリンバ演奏会を行う。
- 2002年（平成14年）3月12日 - 同窓会発足。
- 2003年（平成15年）4月9日 - JSL教室を開設。在学中の外国人生徒の日本語習得教育を推進。
- 2004年（平成16年）7月25日 - 佐渡裕が来校。吹奏楽部を指導。
- 2005年（平成17年）2月9日 - 文部科学省スクールミーティング。

## 部活動

### 運動部
- 野球部
- 卓球部
- 柔道部
- 体操部
- 水泳部
- 男子バスケットボール部
- 女子ソフトテニス部
- 女子バレーボール部

### 文化部
- 吹奏楽部
- 美術部
- 家庭科部

## 制服
- 男子　
  - 冬服はブレザー、ネクタイ、（セーター）カッターシャツ、スラックスである。
  - 夏服はポロシャツ、スラックスである。
- 女子　
  - 冬服はブレザー、リボン、ベスト（セーター）、ブラウス、スカートである。
  - 夏服はポロシャツ、スカートである。

## 周辺
- 兵庫県庁
- 兵庫県公館
- 兵庫県警察本部
- 相楽園
- 神戸市立こうべ小学校

## 卒業生
- ミツ・ヒライ（プロレスラー）
- 佐々木一樹（Jリーグ初代事務局長。2012年4月より、ジェイリーグエンタープライズ代表取締役社長。[1] ）
- 箙かおる（宝塚歌劇団OG）
- 田中ケロ（プロレスリングアナウンサー、ナレーター）
- 竹崎忠（実業家、トムス・エンタテインメント社長）
- 阿部一二三（柔道66キロ級の選手）

## 交通アクセス
- 神戸市営地下鉄山手線県庁前駅から南へ150m。兵庫県公館の南側。
- 西日本旅客鉄道（JR西日本）東海道本線・阪神電気鉄道阪神本線 元町駅（西口）から北西へ200m。

## 通学区域が隣接している学校
- 神戸市立湊翔楠中学校
- 神戸市立山田中学校
- 神戸市立葺合中学校
- 神戸市立布引中学校
- 神戸市立義務教育学校港島学園 （海を挟んで隣接。）